# 275e régiment d'infanterie
Le 275e régiment d'infanterie (275e RI) est un régiment d'infanterie de l'Armée de terre française constitué en 1914 avec les bataillons de réserve du 75e régiment d'infanterie.
À la mobilisation, chaque régiment d'active créé un régiment de réserve dont le numéro est le sien plus 200.

## Création et différentes dénominations
- Août 1914 : 275e Régiment d'Infanterie[1]

## Chefs de corps
- mobilisation - 13 janvier 1915 : lieutenant colonel Rousson,
- 13 janvier 1915 - 23 février 1916 : lieutenant colonel Lagier,
- 23 février - juin 1916 (dissolution) : lieutenant colonel Gardin

## Historique des garnisons, combats et batailles

### Première Guerre mondiale

#### Affectation
64e Division d'Infanterie d'août 1914 à juin 1916

#### 1914
- Création du régiment le 3 août 1914 à Romans-sur-Isère. Le régiment ne comporte que 2 bataillons : le 5e avec 4 compagnies (17e, 18e, 19e, 20e) et le 6e avec aussi 4 compagnies (21e, 22e, 23e, 24e). Il est composé de 36 officiers, 104 sous officiers, 2 122 caporaux et soldats sous le commandement du lieutenant-colonel Rousson.
- Regroupement des réservistes à Romans-sur-Isère jusqu'au 7 août, puis reprise de l'instruction militaire jusqu'au 18 août dans la région d'Embrun.
- Le 20 août le régiment part pour le front à l'est de Nancy, il participe aux combats de Lorraine avec la 64e Division d'Infanterie le 26 août à Mont-sur-Meurthe, puis le 8 septembre à Champenoux.
- À la suite de la percée allemande sur Saint-Mihiel, le régiment est envoyé en Woëvre. il combat le 28 septembre à Rambucourt et les 29 et 30 à Beaumont avec de nombreuses pertes.
- Du 12 au 15 décembre le régiment combat à Flirey.
- À partir du 16 décembre alternance de montées au front pour un bataillon et stationnement à l'arrière de l'autre.

#### 1915
- le 13 janvier 1915 le lieutenant-colonel Lagier remplace le lieutenant-colonel Rousson.
- Du 5 au 10 avril le régiment participe à diverses attaques autour de Flirey, ceci sans grands résultats malgré de nombreux tués et blessés.
- Le 24 avril le régiment est cité à l'ordre de la brigade.
- Le 1er octobre le régiment part en Champagne. il s'installe à la ferme Navarin près de Souain. Il y reste jusqu'au 30 octobre. Il est alors dirigé dans la banlieue de Toul où l'instruction est reprise.

#### 1916
- Le 11 janvier retour aux tranchées devant Flirey.
- Le 23 février 1916 le lieutenant-colonel Gardin remplace le lieutenant-colonel Lagier.
- Le 19 mai le régiment quitte Flirey pour le sud-est de Nancy.
- Le régiment est dissous le 31 mai 1916, le 5e bataillon et la 1re compagnie de mitrailleuses passent au 261e RI, le 6e bataillon et la 2e compagnie de mitrailleuses passent au 340e RI.

## Drapeau
Il porte, cousues en lettres d'or dans ses plis, les inscriptions suivantes :
- Lorraine 1914
- Flirey 1914

### Sources et bibliographie
1. ↑  JMO 275e RI
2. ↑  Décision no 12350/SGA/DPMA/SHD/DAT du 14 septembre 2007 relative aux inscriptions de noms de batailles sur les drapeaux et étendards des corps de troupe de l'armée de terre, du service de santé des armées et du service des essences des armées, Bulletin officiel des armées, no 27, 9 novembre 2007